# Hans Simon (Komponist)
Hans Simon (* 18. Dezember 1897 in Darmstadt; † 14. Dezember 1982 in St. Ingbert) war ein deutscher Komponist und Kapellmeister.

## Leben
Simon besuchte das Alte Realgymnasium (heute: Georg-Büchner-Schule) in seiner Geburtsstadt. In dieser Zeit erhielt er eine grundlegende musikalische Ausbildung, die er von 1914 bis 1919 am Dr. Hoch’s Konservatorium in Frankfurt am Main ergänzte. Bis 1922 arbeitete er als Korrepetitor am Hessischen Landestheater in Darmstadt.
Simon hatte in den frühen 1920er-Jahren bei Veranstaltungen des Bayreuther Bundes und seit 1930 bei dem reaktionären Richard-Wagner-Verband Deutscher Frauen als Klavierbegleiter mitgewirkt.
Nach Engagements in anderen Städten kehrte Hans Simon 1928 nach Darmstadt zurück und konzentrierte sich auf kompositorische Arbeiten. Seine heitere Oper Valerio wurde am 2. Mai 1931 in Darmstadt unter der Leitung von Karl Böhm uraufgeführt. Im Herbst 1932 übernahm er die Leitung des Darmstädter Kammerorchesters des Kampfbundes für deutsche Kultur. Nach der nationalsozialistischen Machtergreifung im März 1933 wurde er im April kommissarischer Leiter der städtischen Akademie für Tonkunst. Simon trat am 1. Mai 1933 der NSDAP bei (Mitgliedsnummer 2.291.107). Er war Mitglied im Kampfbund für deutsche Kultur, der gegen „entartete Kunst“ und den „zersetzenden Einfluss des Judentums“ eintrat. In seiner Funktion als kommissarischer Leiter der Akademie hat er bis zu seinem Fortgang im Oktober 1933 das Institut von jüdischen und politisch missliebigen Dozenten, unter ihnen der prominente jüdischen Leiter der Opernschule Paul Ottenheimer, „gesäubert“ haben.
In der regionalen Presse wurde darüber wie folgt berichtet: „Als kommissarischer Leiter der Städtischen Akademie für Tonkunst hat er aus dem Durcheinander eines liberalistisch gelockerten Instituts ein straff geformtes Ganzes gemacht, das vom Geist des neuen Deutschland durchflutet ist und diesem Geist dient.“
1934 war er beim Landestheater Braunschweig engagiert. Bis 1944 war Simon Generalmusikdirektor der Oper in Breslau.
Aus dem Zweiten Weltkrieg zurückgekehrt, ließ sich Simon 1949 im saarländischen St. Ingbert nieder. Dort übernahm er bis zu seiner Pensionierung 1962 die Leitung des Städtischen Orchesters. 1982 starb Simon in St. Ingbert. Seine sterblichen Überreste wurden 1986 auf Initiative von Günther Metzger in einem Ehrengrab auf dem Alten Friedhof in Darmstadt bestattet.
Sein kompositorischer Nachlass wird teilweise in der Universitäts- und Landesbibliothek Darmstadt aufbewahrt.
Hans Simon war mit Emmy Aden (1901–1996) verheiratet.

## Ehrungen
- 1931: Georg-Büchner-Preis
- 1962: Simon erhält eine Alters-Ehrenrente von der Saarländischen Landesregierung
- 1963: Johann-Heinrich-Merck-Ehrung
- 1986: Ehrengrab der Stadt Darmstadt auf dem Alten Friedhof. Auf Vorschlag des Magistrats der Stadt Darmstadt vom April 2015 soll das Ehrengrab in Kürze aufgelöst werden.